# Међународна конференција о бившој Југославији
Међународна конференција о Југославији је посебна међународна структура осмишљена да се бави рјешавањем ситуације у Југославији од 1991. до 1994. године. Конференција се састајала и своје одужности обављала у Хагу. Првобитно је створена под покровитељством Европске заједнице (ЕЗ), а касније су се у покровитељству придружиле Уједињене нације (УН) и друге међународне организације.

## Посредништво ЕЗ на Брионима
У првој половини 1991, ЕЗ, предвиђајући да се у Југославији спрема озбиљан оружани сукоб због намјере Словеније и Хрватске да напусте федерацију, одлучила је да се позабави њеним регулисањем. Југословенско руководство пристаје на посредничку улогу ЕЗ. У прољеће 1991, ЕЗ је образовала мисију „тројке”, коју су чинили представници бивших, садашњих и будућих предсједавајућих земаља ЕЗ (у то вријеме Холандије, Италије и Луксембурга). „Тројка” је водила преговоре и консултације са члановима Предсједништва, предсједником Савезног извршног вијећа и представницима конститутивних република. Као исход мировних преговора и политичког притиска, ЕЗ је успјела да натјера супротстављене стране да потпишу Брионску декларацију 7. јула 1991, предвиђајући тромјесечни мораторијум на проглашење независности република и деблокирање касарни Југословенске народне армије (ЈНА) у Словенији, а такође је створена посматрачка мисија за праћење кризне ситуације.
На овај начин је било могуће окончати само рат у Словенији, док је сукоб у Хрватској почео брзо да ескалира до средине 1991, што је заузврат представљало пријетњу европској безбједности и изазвало забринутост у ЕЗ.

## Формирање конференције
Крајем љета 1991, институцију „тројке” замијенила је посебна међународна структура за рјешавање кризе — Конференција Европске заједнице о Југославији (од августа 1992. Међународна конференција о бившој Југославији (МКБЈ)). У оквиру МКБЈ обједињени су напори УН, ЕЗ, Конференције за европску безбједност и сарадњу и Организације исламске конференције. Конференцијом је 1991. предсједавао представник Уједињеног Краљевства, које је предсједавало ЕЗ, лорд Питер Карингтон, а од 1992. је са њим копредсједавао специјални изасланик Генералног секретара УН Сајрус Венс.
Конференција је почела са радом 7. септембра 1991. године. У почетку, задаци су обухватали припрему препорука о уставном уређењу будуће Југославије с циљем њеног очувања.Међутим, након завршетка мораторијума, према Брионској декларацији, 8. октобра 1991. Словенија и Хрватска су једнострано прогласиле независност и конференција је преусмјерила своје дјелатности на развој препорука за признање нових државе које су се отцијепиле од Југославије. Очување федерације више није било главни циљ мировне конференције.

## Арбитражна комисија
Да би ријешила спорна правна питања у вези са започетом југословенском кризом, ЕЕЗ је 27. августа 1991. формирала посебну Арбитражну комисију, коју су чинили професионални правници који су мировној конференцији требали да пруже савјетодавна мишљења о свим настајућим проблематичним ситуацијама које се тичу сукцесије државе, самоопредјељења народа, међудржавних граница и других питања уставног и међународног права.
У раздобљу од краја 1991. до средине 1993, Арбитражна комисија је издала 15 мишљења о важним правним питањима везаним за распад Југославије. Питања за Комисију о мишљењима бр. 1—3, као и бр. 8—10, формулисао је и пренио, почев од 20. новембра 1991, предсједавајући Конференције о Југославији, лорд Карингтон. Штавише, питања о мишљењима бр. 2—3. је првобитно предложила Влада Републике Србије, али је њихову формулацију пренио лорд Карингтон по сопственом нахођењу. Савјет министара ЕЗ је, заузврат, формулисао питања о мишљењима бр. 4—7. као одговор на изјаве бивших југословенских република о потреби њиховог признања. Питања за мишљење бр. 11—15. припремили су 20. априла 1993. копредсједници Управног одбора МКБЈ, како би ријешили појединачне проблеме везане за сукцесију бивших република СФРЈ.
Представници Словеније, Хрватске, Босне и Херцеговине, Македоније и Црне Горе, сложили су се са Карингтоновим план за мирно раздруживање. Предсједник Србије Слободан Милошевић је у почетку пристао да призна независност Словеније и Хрватске, али је настојао да очува јединствене преосталих република у оквиру СФРЈ, па су представници Србије одбили да потпишу план. Као одговор, од 7. до 8. новембра 1991, земље ЕЗ су одлучиле да уведу економске санкције против Југославије (30. маја 1992. против Југославије су уведене нове санкције Резолуцијом Савјета безбједности УН 757).
На састанку министра иностраних послова ЕЗ у Бриселу 17. децембра 1991, формулисани су сљедећи критеријуми за званично признање држава, који ће се примјењивати, између осталог, на бивше југословенске републике:
- поштовање одредби Повеље УН, Завршног акта из Хелсинкија и Париске повеље [];
- поштовање принципа ненарушивости граница;
- поштовање људских права и слобода, изградња демократског режима, гарантовање права етничких и националних мањина;
- прихватање обавеза у вези са разоружањем [] и неширењем нуклеарног оружја;
- мирно рјешавање регионалних спорова [], укључујући и оне који се односе на питање сукцесије.

ЕЗ је позвала све република да поднесу захтјев за признање. Хрватска, Словенија, Македонија и Босна и Херцеговина су то учиниле. Србија и Црна Гора су одбиле да подне захтјев, јер су себе сматрале насљедницама Југославије. Истовремено, међународна заједница није признала њихову сукцесију и мјесто Југославије у УН је остало празно.

### Мировни планови за рат у Босни и Херцеговини
Државе чланице ЕЗ су признале независност Босне и Херцеговине 6. априла 1992, а Сједињене Државе 7. априла. Надали су се да ће тиме спријечити распад БиХ, али догађаји су се развијали по другачијем сценарију. У марту 1992, у земљу су почела војна дејства. Стога, многи истраживачки сматрају да је међународно-правно признање БиХ 1992. било прерано, будући да република у то вријеме није испуњавала критеријуме ефективне државе и није контролисала већи дио своје територије.
У оквиру МКБЈ-а, од 1992. до 1994. развијено је неколико планова за мирно рјешење сукоба у БиХ. Глави су:
- план Карингтон—Кутиљеро (познат и као Лисабонски споразум) — фебруар—април 1992; план су израдили Карингтон и португалски дипломата Жозе Кутиљеро [] и њиме је предложено стварање конфедерације подијељене на националне кантоне.[20] Муслимани су одбацили план.[21]
- план Венс—Овен (Дејвид Овен је замијенио Карингтон као копредсједавајући МКБЈ-а из ЕЗ) — јануар 1993; према плану, БиХ би била подијељена на 10 националних кантона. Сарајево, као главни град, би било демилитаризовано. Срби су одбацили план.[22]
- план Овен—Столтенберг (Торвалд Столтенберг је замијенио Венса на мјесту копредсједавајућег МКБЈ-а из УН) — јул—септембар 1993; план је предвиђао стварање посебне државе творевине, који би био заснован на унији три републике. Овај план није одговарао Муслиманима.[23]

МКБЈ је 2. фебруара 1994. суспендована због неслагања између ЕЗ и Сједињених Држава око примјене различитих приступа рјешавања југословенске кризе. Сједињене Државе су настојале да ријеше проблем радикалним методама користећи оружану силу и присиљавају стране у сукоби на мир, док је ЕЗ главни нагласак ставила на дипломатска средства рјешавања сукоба. У ствари, након престана рада МКБЈ, његове функције су пренијете на Контакт групу.
Због чињенице да у етапи преговарачког процеса ниједан од предложених планова није прихваћен од супротстављених страна, мирно рјешење сукоба у БиХ постигнуто је тек након низа оружаних интервенција НАТО-а и потписивањем Дејтонског споразума 1995. године.